# 九段南
九段南（日语：／ Kudan-minami */?）是東京都千代田區的地名，現行行政地名為九段南一丁目至同四丁目，屬住居表示實施區域。2015年2月1日為止的人口數為3,004人。郵遞區號102-0074。

## 地理
東京都千代田區西北部，屬麴町地區。町域東與神田神保町、一橋以日本橋川為界，西臨五番町，南街三番町、四番町與北之丸公園，北與九段北以靖國通為界。作為番町的一部分，為原始山之手的最高點，雖然現在已被公寓、辦公大樓所取代，但本地仍可感受到與其他山之手地區相同的優雅感。
九段南可徒步到達市谷站、飯田橋站，也可漫步至神樂坂。周圍有皇居、靖國神社、千鳥淵、北之丸公園等地。本地商業性質強烈，各種大樓與商店坐落於道路兩側，另也可見公家機關與住宅區。區內有多處公園、神社、佛寺。鄰近九段下、麴町、永田町、霞關等官廳、公家機關、弁護士事務所等集中區域。
最東部為九段南一丁目，與北之丸公園東側以牛淵（牛ヶ淵）為界，九段下站設有出口。東部的九段南二丁目與北之丸公園西側以千鳥淵為界。二丁目千鳥淵旁的千鳥淵綠道種滿櫻花樹，吸引許多民眾來此賞櫻。「Park Mansion千鳥淵」（パークマンション千鳥ヶ淵）、「Central Residence番町City Tower」（セントラルレジデンス番町シティタワー）、「Villa Heights北之丸」（ビラハイツ北の丸）等高級電梯華廈坐落於此。西部的九段南三丁目在西側的九段南四丁目語東側的九段南二丁目之間，為商住混合區。最西邊的九段南四丁目在五番町東側，地下鐵市谷站設有出口。

## 歷史
1933年（昭和8年）飯田町一丁目、富士見町一～三丁目、三番町、四番町合併成立九段一～四丁目。1966年（昭和41年），九段一～四丁目的內堀通以南區域與竹平町、三番町各一部分合併成立九段南。

### 地名由來
幕府在四谷御門台地往神田方向的斜坡建造石牆。共建造九層而稱九段。此地位於九段地區南部而得名。

## 交通
可利用東京地下鐵半藏門線、南北線、東西線、有樂町線、JR中央線等線，前往丸之内、新宿、澀谷、池袋、銀座等都内地區都十分便利。

### 鐵路
- 東京地下鐵九段下站（○東西線、○半藏門線）
- 都營地下鐵九段下站（○新宿線） - 設有出入口。（所在地：九段北）

### 巴士
- 都營巴士飯64 九段下（終點） - 小滝橋車庫前方向設於九段北。
- 都營巴士高71 九段下 / 九段上 / 九段三丁目 / 一口坂 / 市谷站前（高田馬場站前方向） - 九段下方向設於九段北。

### 道路
- 東京都道8號千代田練馬田無線（目白通）
- 東京都道302號新宿兩國線（靖國通）
- 東京都道401號麹町竹平線（日语：東京都道401号麹町竹平線）（內堀通）
- 早稻田通（日语：早稲田通り）

## 設施

### 九段南一丁目
- 千代田區役所

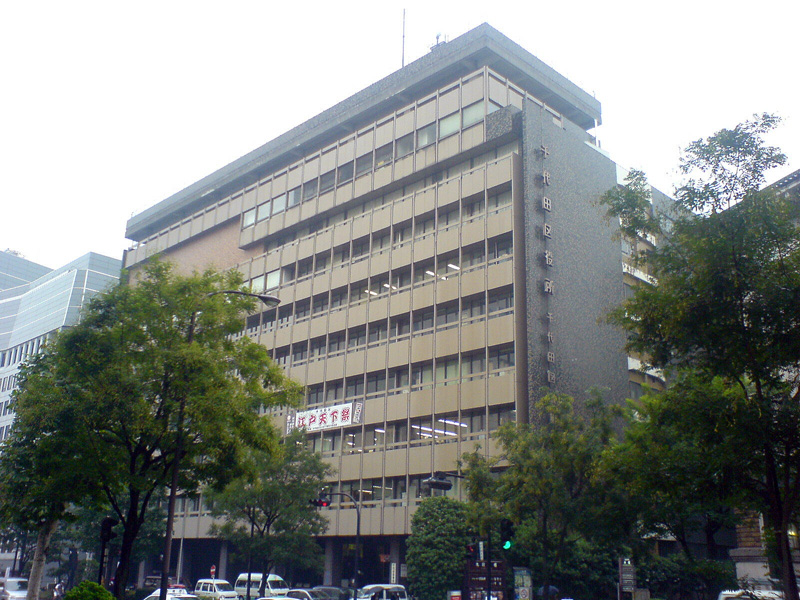
千代田區役所

- 千代田會館（日语：千代田会館）（中部日本放送東京總局等）
- 九段會館（日本遺族會）
- 九段合同廳舍、九段第2合同廳舍（東京法務局）、九段第3合同廳舍
- 青空銀行本店
- 三井住友銀行東京外為中心
- 九段社會教育館
- 九段郵便局
- 昭和館

### 九段南二丁目
- 印度大使館
- 義大利文化會館（日语：イタリア文化会館）
- 九段坂醫院（九段坂病院）
- 二松學舍大學附屬高等學校（日语：二松学舎大学附属高等学校）
- 農林水產省分廳舍
- Park Mansion千鳥淵（パークマンション千鳥ヶ淵）
- Central Residence番町City Tower（セントラルレジデンス番町シティタワー）
- Villa Heights北之丸（ビラハイツ北の丸）

### 九段南三丁目
- 突尼西亞大使館

### 九段南四丁目
- 日本大學本部
- 山脇美術專門學院（日语：山脇美術専門学院）
- 麴町郵便局（日语：麹町郵便局）

## 備註
1. ↑  .   [2015-02-22]. （原始内容存档于2015-02-22）.
2. ↑  .   [2013-08-12]. （原始内容存档于2013-11-10）.